# ぐりんぴーす
ぐりんぴーすは、太田プロダクション所属のお笑いコンビ。

## メンバー
牧野 太祐（まきの たいすけ、1985年9月3日（39歳） - ）
ボケ・ネタ作り担当。茨城県出身。
高校卒業後は日本映画学校に進学したが、自分は同級生にかなわないと感じたことから半年で退学。
身長177cm、血液型B型。
子供の時からお笑い好きで、好きだった芸人はとんねるず。小学6年生の時の謝恩会で、アントニオ猪木の物真似をした時に大ウケして、お笑いに手応えを感じたという。
パスタを鼻から吸って口から出す芸を持つ。
好きな食べ物は鶏肉料理。
千葉県市川市在住で、白いナンバープレートのダイハツ工業のタントエグゼを所有している。
落合 隆治（おちあい りゅうじ、1985年6月19日（39歳） - ）
ツッコミ担当。茨城県出身。
武蔵大学卒業。
身長176cm、血液型O型。
実家は中古車販売業を営んでおり、厳格な家庭で、「テレビを週に30分しか見せてくれなかった」時もあったという。お笑いを目指したきっかけも「家から飛び出たかった」という考えがあったからという。
『有吉弘行のSUNDAY NIGHT DREAMER』（JFN）では「落合ココア」として出演。
ロレックスを所有。

## 略歴
高校生時代の同級生同士で結成。お互いの第一印象は「腹黒」（牧野→落合）、「ふざけた奴」（落合→牧野）だったという。高校3年生の時に関係が急接近し、3年生の時の学園祭でコントをやったところ「すごいウケた」とのことで手応えを感じてプロを意識する。最初、牧野からコンビ結成を持ちかけられるも落合は悩んだが、落合はある会社の入社内定を断った時だったため「仕方なく」という感じだったというが、牧野も「相方は落合が手頃だった」とのことだったという。コンビ名は、この時の学園祭のテーマ「緑と平和」の英訳から名付けた。
2009年に太田プロエンタテイメント学院に第1期生として入学、卒業後に太田プロ所属となる。
BURN、あんぺあ、朝倉小松崎、ピーナッツパン、リニア（旧S×L）との6組合同のライブ『シックススキップ』を2009年8月26日（第1回）から行っていた。
2010年、『電波少年2010』（第2日本テレビ）の「電波少年2010 人はツブヤキだけで生きていけるか? 有吉VSTプロデューサー 〜日本縦断四角系男子を探せ〜」の企画に、チーム有吉のドライバーとして出演、同じ事務所所属で、チームTプロデューサーのドライバーを務めたライフラインと対戦、この対決で勝利した。
2017年2月22日に、同時に二人とも結婚したことを発表。「相方と二組で結婚」という意味で、2並びの日付を結婚の日に決めたという。
芸風は主に漫才を行っている。牧野が落合に恋愛相談し、「くだらねー！」と一蹴されるも的確なアドバイスをするという内容。二人曰く、牧野はボケではなく進行役で、進行しているつもりが脱線だらけでそこに落合が突っ込むというスタイルがあるとのことである。

## 現在レギュラー出演中の番組

### ネット配信
- ぐりんぴーすの皮むいちゃいました（ニコニコ生放送）

## 出演歴

### テレビ
- 爆笑オンエアバトル（NHK総合）戦績0勝1敗 最高269KB
- オンバト+（NHK総合）戦績0勝1敗 最高137KB
- 電波少年2010（第2日本テレビ）
- 新世紀ネタキング決定戦（TOKYO MX、2011年3月10日）
- BSブランチ（BS-TBS）- 2011年4月16日「お笑い対決」
- 有吉の壁（日本テレビ）- 2015年4月7日
- センニュウ★感（テレビ東京）- 2016年3月20日
- じわじわチャップリン（テレビ東京）
- 有吉ベース（フジテレビONE）

### ラジオ
- マイナビ Laughter Night（TBSラジオ）- 2016年3月5日
- 有吉弘行のSUNDAY NIGHT DREAMER（JFN）- 不定期出演
- 百山月花のムーンジックラジオ（市川うららFM）- (2021年9月26日)

### ネットラジオ
- ぐりんぴーすのラジオは踊る。されど進まず。（GERA放送局、毎週火曜日20時放送）

### CM
- コカ･コーラシステム「こだわりレモンサワー檸檬堂シリーズ」（2024年） - 落合のみ[13]